# Ilesita
La ilesita és un mineral de la classe dels sulfats, que pertany al grup de la rozenita. Rep el seu nom del metal·lúrgic Malvern Wells Iles (1852-1890), de Denver, Colorado.

## Característiques
La ilesita és un sulfat de fórmula química Mn²⁺(SO₄)(H₂O)₄. Cristal·litza en el sistema monoclínic. La seva duresa a l'escala de Mohs es troba entre 2 i 3. Es pot deshidratar a szmikita.
Segons la classificació de Nickel-Strunz, la ilesita pertany a «07.CB: Sulfats (selenats, etc.) sense anions addicionals, amb H₂O, amb cations de mida mitjana» juntament amb els següents minerals: dwornikita, gunningita, kieserita, poitevinita, szmikita, szomolnokita, cobaltkieserita, sanderita, bonattita, aplowita, boyleïta, rozenita, starkeyita, drobecita, cranswickita, calcantita, jôkokuïta, pentahidrita, sideròtil, bianchita, chvaleticeïta, ferrohexahidrita, hexahidrita, moorhouseïta, niquelhexahidrita, retgersita, bieberita, boothita, mal·lardita, melanterita, zincmelanterita, alpersita, epsomita, goslarita, morenosita, alunògen, metaalunògen, aluminocoquimbita, coquimbita, paracoquimbita, romboclasa, kornelita, quenstedtita, lausenita, lishizhenita, römerita, ransomita, apjohnita, bilinita, dietrichita, halotriquita, pickeringita, redingtonita, wupatkiïta i meridianiïta.

## Formació i jaciments
Podria tractar-se d'un producte de la deshidratació de la jokokuïta. Va ser descoberta a la vall de Hall, al districte de Montezuma del comtat de Park, a Colorado (Estats Units). També ha estat descrita a Austràlia, Canadà, la República Txeca, Japó, Espanya i Suïssa.